# 高大鹿药
高大鹿药（学名：[Maianthemum atropurpureum] 错误：{{Lang}}：文本有斜体标记（帮助））是天门冬科舞鹤草属的植物，为中国的特有植物。分布在中国大陆的四川、云南等地，生长于海拔2,100米至3,400米的地区，多生在林下荫处，目前尚未由人工引种栽培。